# Матяш Кость Олексійович
Матяш Кость Олексійович (1893—25.10.1937) — один із організаторів українського селянсько-повстанського руху 1918—19 (див. Повстанський рух в Україні 1918—1922).

## Життєпис
Народився в с. Огуївка Костянтиноградського повіту Полтавської губернії (нині село Машівського р-ну Полтавської обл.) в селянській родині. Учасник Першої світової війни, унтер-офіцер артилерії. 1917 — комісар Виборзької фортеці. З початку 1918 примкнув до боротьбистів (див. також Українська партія соціалістів-революціонерів), працював в антигетьманському підпіллі, керівник військового відділу нелегального Полтавського губернського повстанського комітету. У листопаді 1918 року організував збройний виступ проти влади гетьмана П.Скоропадського в Костянтиноградському повіті (див. також Протигетьманське повстання 1918), на чолі повстанського загону перейшов на бік Директорії Української Народної Республіки.
У січні 1919 року перейшов до більшовиків, командир полку, бригади у складі Червоної армії (див. Радянська армія). У липні 1919 року заарештований за звинуваченням «у контрреволюції», звільнений завдяки зусиллям ЦК УПСР(боротьбистів). За його дорученням разом з Я. Огієм та О. Лісовиком очолив повстанську бригаду, був командиром рейду партизанського з'єднання по тилах Добровольчої армії від м-ка Ружин до Катеринослава (нині м. Дніпропетровськ). У листопаді 1919 року спільно з Н. Махном діяв проти білогвардійських військ в районі Катеринослава. В подальшому брав участь на стороні більшовиків в радянсько-українській війні (1917—1921). У 1919 р. служив у загоні Костянтиноградської надзвичайної комісії (ЧОН рос.), карального органу більшовиків, з яким приєднався до частин РСЧА. Брав участь в боях з військами УНР, а після 1920 року з повстанським рухом в Україні, ліквідації повстанського загону Христового Леонтія Остаповича.
1920 року — на керівних посадах у Полтавській губернській міліції, член КП(б)У. 1920—23 роки — начальник Подільської, Полтавської, Катеринославської губернської міліції, з 1925 року — заступник голови Катеринославського окружного виконавчого комітету, кандидат у члени ВУЦВК. Далі — на господарчій роботі у Полтаві, Харкові, Сочі (нині місто Краснодарського краю, РФ), Москві. Остання посада — начальник управління радянських господарств Красноярського краю (нині територія РФ). Там 1 серпня 1937 заарештований органами НКВС за сфабрикованим звинуваченням як учасник «антирадянської націоналістичної організації».
Страчений у Києві.
Реабілітований 27 лютого 1958 року Військовою колегією Верховного суду СРСР.